# Kikai (Kagoshima)
Kikai (Japans: 喜界町, Kikai-chō) is een Japanse gemeente op het eiland Kikaijima in de prefectuur Kagoshima. In 2013 telde de gemeente 7.657 inwoners.

## Bekende inwoners
- Nabi Tajima (4 augustus 1900 - 21 april 2018), oudste Japanner ooit, voormalig oudste mens ter wereld en was de laatste nog levende persoon geboren in de 19e eeuw